# Carlo Fabrizio Paróna

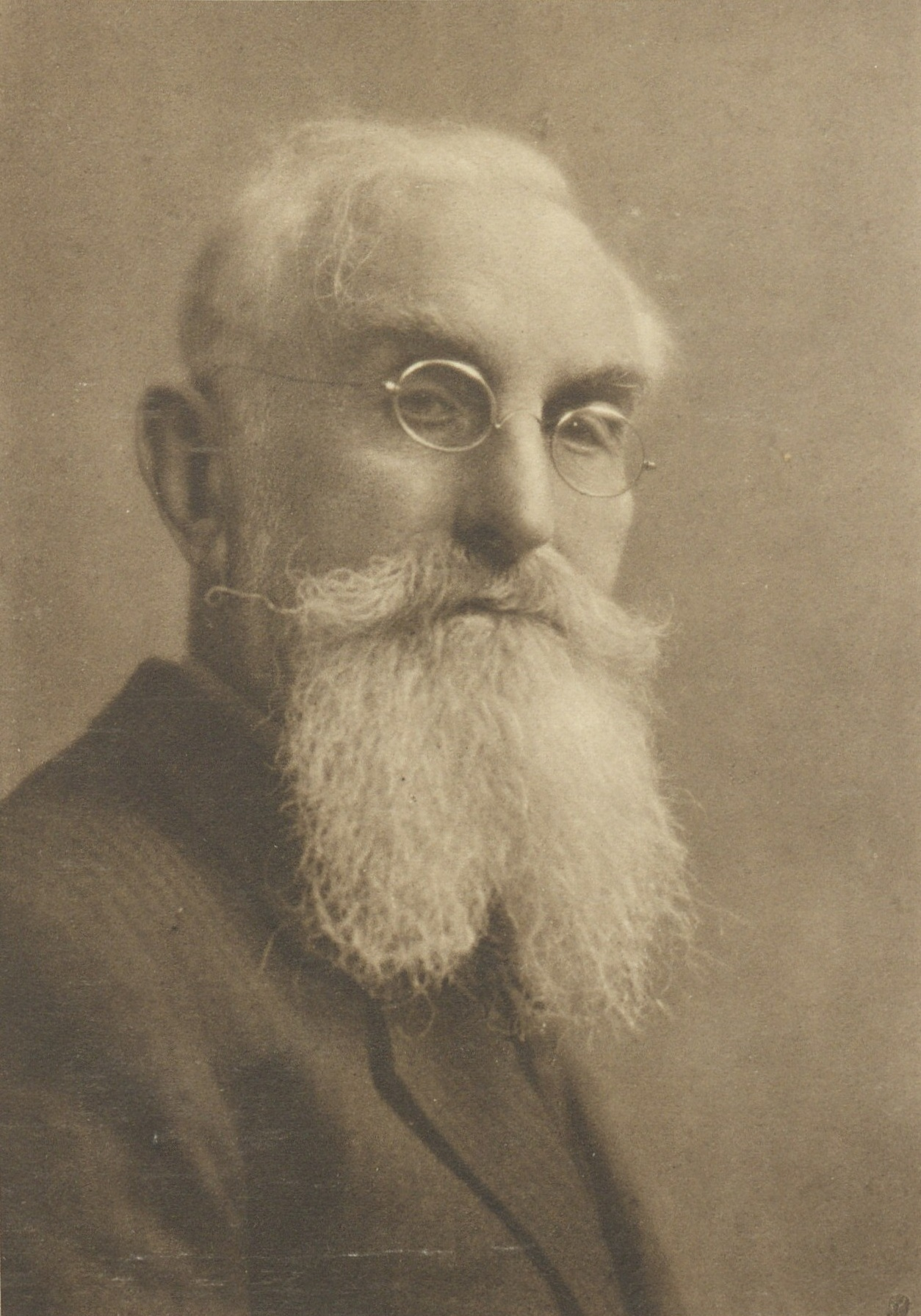
Carlo Fabrizio Parona

Carlo Fabrizio Paróna (* 1855 in Melegnano; † 1939 in Busto Arsizio) war ein italienischer Geologe und Paläontologe.
Paróna studierte Geologie in Pavia und war 1889 bis 1930 Professor für Geologie an der Universität Turin. 

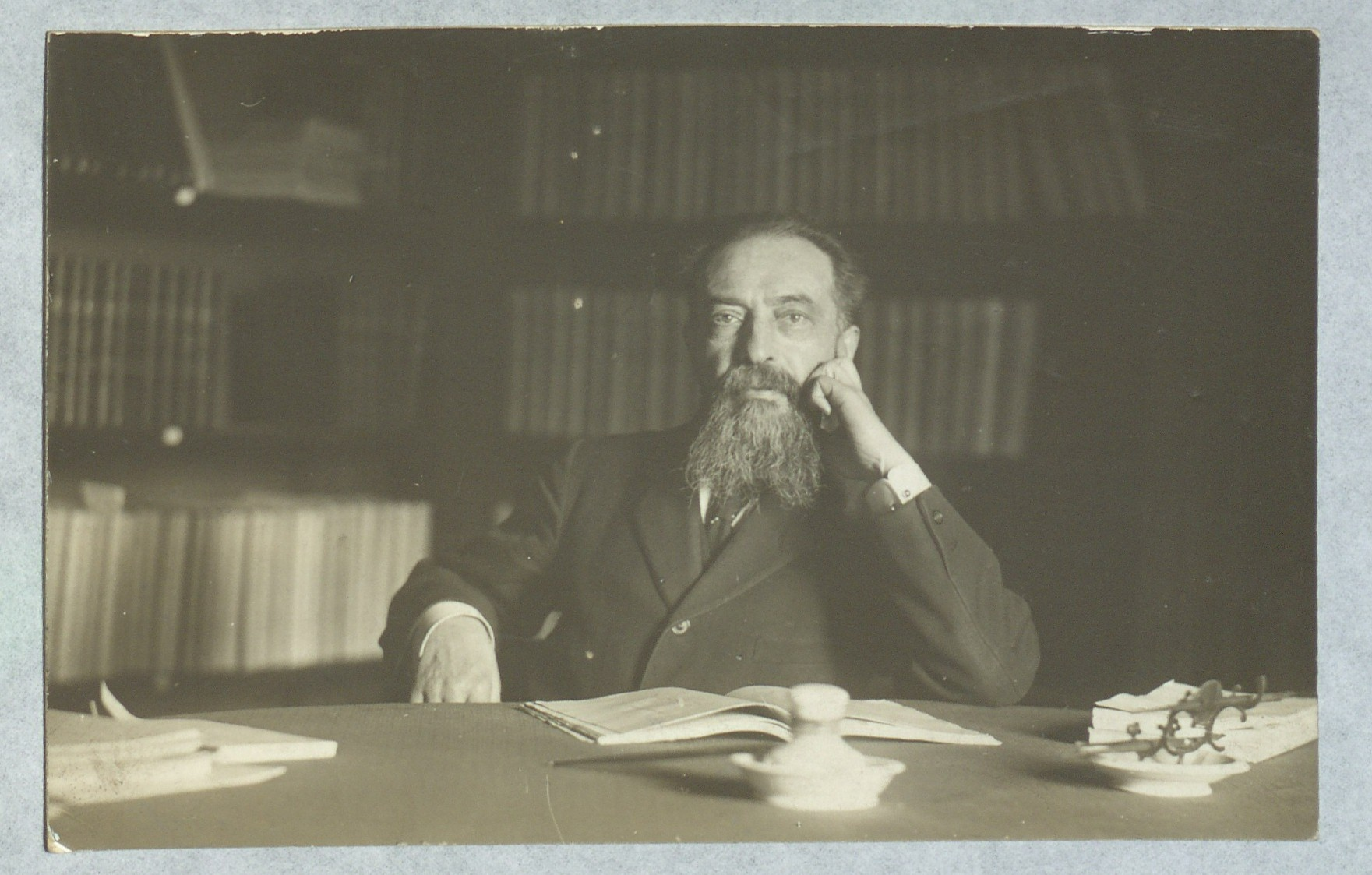
Carlo Fabrizio Parona

Er war Mitglied der Accademia dei Lincei (1908) und Präsident der Akademie der Wissenschaften von Turin (1928 bis 1931). Außerdem war er 1901 und 1913 Präsident der Società Geologica Italiana und Präsident der Geologischen Kommission Italiens. 
Neben Forschungen insbesondere zu den italienischen Alpen und anderen Gegenden Italiens (zum Beispiel Fossilien des Miozän in Sardinien, Muscheln und Rudisten im Zentral-Appennin, über den Piemont) befasste er sich mit Nordafrika und erstellte in staatlichem Auftrag für die ehemalige Kolonie Libyen 1913 eine Studie zur Verbesserung der Landwirtschaft. Sein Buch über die Geologie Italiens von 1903 war ein Standardwerk. 1927 trug er zur Auswertung der italienischen Asien-Expedition von De Filippi bei (Himalaya, Turkestan, Karakorum), für die er die Fossilien bearbeitete.

## Schriften
- Trattato di geologia con particolare riguardo alla geologia d’Italia. Vallardi, Mailand 1903
- Il Piemonte e i suoi paesaggi. 1935